# 高松市立鬼無小学校
高松市立鬼無小学校（たかまつしりつ きなししょうがっこう）は、香川県高松市鬼無町にある市立小学校。

## 概要
高松市の北西部、鬼無地区に位置する小学校である。

## 学校データ
- 児童数：319人（2014年度[1]）
- 児童愛称：

学校施設（2016年5月1日時点）; 学校施設（2010年5月1日時点）
- 普通教室：13教室
- 特別教室：9教室
- 校舎面積：3722m2
- 体育館面積：863m2

服装規定
- 制服：あり（通年必用）
- 防寒着：不明

## 歴史

### 年表
- 2004年（平成16年）4月1日 - 高松市立小中学校全校で3学期制を廃して2学期制を導入。

### 全校児童数の推移
鬼無小学校の児童数は横ばいである。
- 1999年度：283人
- 2000年度：288人（+5人）
- 2001年度：283人（-5人）
- 2002年度：281人（-2人）
- 2003年度：281人（0人）
- 2004年度：282人（+1人）
- 2005年度：292人（+10人）
- 2006年度：280人（-12人）
- 2007年度：292人（+12人）
- 2008年度：299人（+7人）
- 2009年度：299人（0人）
- 2010年度：305人（+6人）
- 2011年度：301人（-4人）
- 2012年度：311人（+10人）
- 2013年度：308人（-3人）
- 2014年度：319人（+11人）

## 教育目標
自ら考え行動できる、心豊かでたくましい児童を育成する
児童像
- よく考える子
- 助け合う子
- たくましい子

## 通学区域
通学区域は高松市鬼無地区のほぼ全域。
- 高松市
  - 鬼無町（香西小学校区を除く）

## 進学先中学校
- 高松市立勝賀中学校

## 校区内の主な施設
- JR予讃線鬼無駅
- 四国運輸局香川運輸支局
- 高松国道維持出張所
- 香川県立高松西高等学校
- 香川誠陵中学・高等学校
- 高松市西部運動センター

## 交通
- JR予讃線鬼無駅より徒歩9分（0.7km）